# Marsilea apposita
Marsilea apposita är en klöverbräkenväxtart som beskrevs av Georg Oskar Edmund Launert. Marsilea apposita ingår i släktet Marsilea och familjen Marsileaceae.
IUCN kategoriserar arten globalt som livskraftig (LE). Inga underarter finns listade.